# Ducato di Oels
Il Ducato di Oels è stato un ducato della regione storica della Slesia, precisamente della Bassa Slesia, e traeva il suo nome dal castello residenziale di Oels, città nota nel ventunesimo secolo con il nome di Oleśnica. Il ducato venne fondato per la dinastia dei Piast, che ne perse la sovranità però nel 1647. Il ducato continuò a perdurare in altre eredità sino al 1884.

## Storia

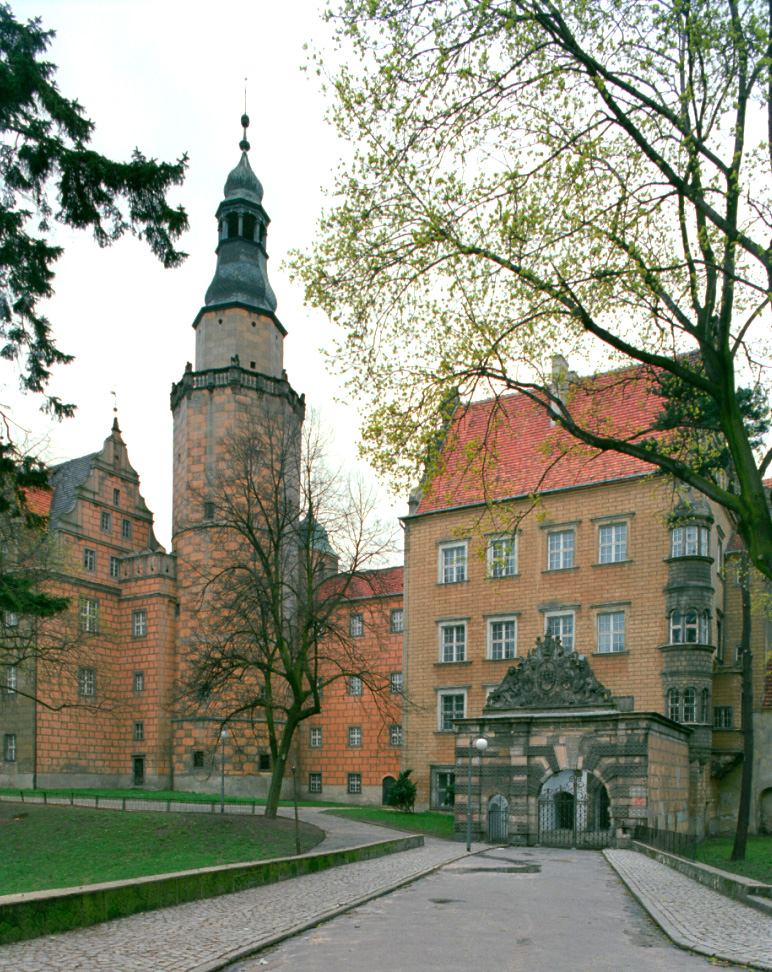
Castello di Oleśnica

### Periodo dei Piast (1312-1492)
Dopo la morte del Duca Enrico il Fatuo della dinastia dei Glogau il ducato passò a suo figlio Corrado I il quale si dedicò essenzialmente alla politica della Boemia e separò i legami con la Polonia. Dopo la morte di Corrado I, suo figlio Corrado II ottenne il governo dell'area, unendovi per eredità materna anche il governo di Cosel. Nel 1492 morì Corrado X, ultimo dei Piast al governo del ducato ed il ducato passò alla Corona di Boemia.

### Periodo dei Podiebrad (1495-1647)
Dopo l'inizio degli scontri sorti a partire dal 1492 tra Ladislao II di Polonia ed Enrico, figlio di Giorgio Podiebrad per il possesso della corona boema, Enrico riuscì ad ottenere il governo del ducato di Oels il 28 aprile 1495 ed il concordato venne siglato a Bautzen. Dopo la morte di Enrico nel 1498 suo figlio Alberto I († 1511) prese le redini del governo assieme ai fratelli Giorgio I († 1501) e Carlo I. Quest'ultimo governo da solo dopo la morte dei fratelli dal 1511 al 1536. Con la morte del nipote di Carlo I, Carlo Federico, nel 1647, si estinse la linea dei Podiebrad.

### Periodo di Württemberg (1649-1792)
Nel 1649 il ducato venne ereditato dal cognato dell'ultimo Podiebrad, il Duca Silvio di Württemberg-Weiltingen, che ottenne anche il governo di Jaispitz dall'Imperatore. Egli non ricevette ad ogni modo la piena sovranità sui suoi territori ed in base a quanto concordato il 16 gennaio 1649, ottenne solo le reggenza di Belehnung. Dopo la prima guerra di Slesia del 1742, il Ducato passò alla Prussia.
Nel 1744 Carlo Federico II riprese possesso del territorio attraverso suo nipote Carlo Cristiano. Dopo la sua morte nel 1792 suo genero, Federico Augusto, duca di Brunswick-Luneburg e principe di Brunswick-Wolfenbüttel, ottenne la reggenza di Oels.

### Periodo dei Guelfi (1792-1884)
Dopo la morte senza eredi di Federico Augusto, Oels passò a suo nipote, il Principe Federico Guglielmo di Brunswick-Luneburg. Come conseguenza delle trattative del 1807, la famiglia poté fregiarsi del titolo di Duca Titolare di Oels. Successivamente, dopo l'adesione della coalizione del 1809, i Guelfi poterono riottenere il governo di Brunswick e dopo la resa di Napoleone nel 1814, anche il dominio di Oels venne unito nel Ducato di Brunswick all'insegna della semplificazione dell'enorme molte di stati che popolava l'area tedesca.
Dopo il 1884 il Duca Guglielmo II morì senza eredi ed il ducato venne dissolto e passò nei territori della Prussia.

## Duchi di Oels

### Piast
- 1320–1366 Corrado I
- 1366–1403 Corrado II
- 1403–1412 Corrado III
- 1412–1450 governo unitario: Corrado IV, Corrado V, Corrado VI, Corrado VII
- 1450–1471 governo unitario:: Corrado VIII e Corrado IX
- 1471–1492 Corrado X

### Podiebrad
- 1495–1498 Enrico I
- 1498–1502 Giorgio I
- 1498–1511 Alberto I e
- 1498–1536 Carlo I
- 1536–1565 governo unitario: Gioacchino I, Enrico II, Giovanni I e Giorgio II (Münsterberg dal 1542 al duca Federico II di Legnica)
- 1565–1617 Carlo II
- 1617–1647 Carlo Federico I

### Württemberg-Weiltingen
Dopo un inizio di governi unitari, i territori vennero frazionati equamente tra i vari figli ed eredi dei duchi di Oels, dando luogo a ramificazioni differenti. Nei casi indicati, viene riportato anche il luogo di reggenza ed il periodo.
- 1649–1664 Silvio I Nimrod
- 1664–1668 Carlo Ferdinando († 1669) a Oels ed a Bernstadt
- 1668–1697 Silvio II Federico († 1697)
- 1697–1704 Cristiano Ulrico I, ad Oels ed a Juliusburg, 1669–1697 a Bernstadt
  - Giulio Sigismondo († 1684), 1669–1684 a Juliusburg
  - Carlo († 1745), 1684–1697 a Juliusburg, 1697–1745 a Bernstadt
- 1704–1744 Carlo Federico II († 1761), ad Oels ed a Juliusburg
  - Cristiano Ulrico II († 1734), 1704–1734 a Wilhelminenort
- 1744–1792 Carlo Cristiano Ermanno, ad Oels ed a Juliusburg, 1734–1792 a Wilhelminenort, 1745–1792 a Bernstad

riunione definitiva dei domini

### Guelfi (Brunswick-Lüneburg)
- 1792–1805 Federico Augusto I
- 1805–1815 Federico Guglielmo I
- 1815–1824 governo unitario: Carlo IV (nel Brunswick "II") e Guglielmo I (nel Brunswick "VIII")
- 1824 – 1884 Guglielmo I

1884 Dissoluzione del ducato